# 濱海海峽
68°32′N 49°50′E / 68.533°N 49.833°E

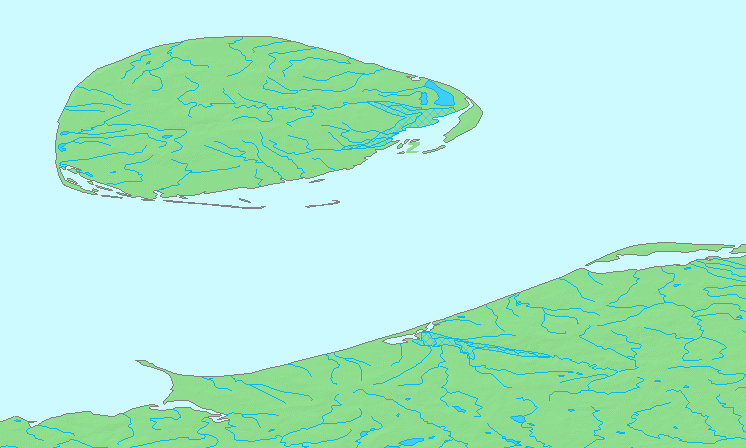

濱海海峽（Поморский пролив）是俄羅斯的海峽，位於北冰洋，連接伯朝拉海和巴倫支海，由涅涅茨自治區負責管轄，長約100公里、寬60至100米，水深57米，平均潮汐高度約1米。